# Chal (gastronomia)
Il chal o shubat (in kazako шұбат?, ɕʊˈbɑt), è una bevanda turkmena e kazaka.

## Descrizione
Il chal viene preparato facendo fermentare il latte di cammella, è di colore bianco e ha un sapore frizzante e aspro. In Kazakistan la bevanda prende il nome di shubat e viene consumato prevalentemente in estate. A causa dei suoi requisiti di preparazione e della sua natura deperibile, il chal è difficile da esportare.